# Immanenz
Immanenz (lateinisch immanere, ‚darin bleiben‘, ‚anhaften‘) bezeichnet das in den Dingen Enthaltene, das sich aus ihrer individuellen und objektiven Existenzweise ergibt. Es ist der Gegenbegriff zur Transzendenz. Das Adjektiv immanent bezeichnet eine in einem Gegenstand innewohnende Eigenschaft, die somit nicht durch Folgerung oder Interpretation hergeleitet worden ist.

## Geistesgeschichte
Die Scholastik unterscheidet immanente Handlungen, die sich auf den Handelnden beziehen, von transzendenten, die über den Handelnden hinausweisen. Des Weiteren bedeutet Immanenz:
- in der Philosophie Spinozas die Anwesenheit Gottes in der Welt als Ursache aller Wirkungen[1]

Ganz im Sinne Spinozas (Deus sive Natura: „Gott bzw. Natur“) dichtete Goethe 1812:

„Was wär ein Gott, der nur von außen stieße,

Im Kreis das All am Finger laufen ließe!

Ihm ziemt’s, die Welt im Innern zu bewegen,

Natur in Sich, Sich in Natur zu hegen,

So dass, was in Ihm lebt und webt und ist,

Nie Seine Kraft, nie Seinen Geist vermisst.“

- nach Kant in erkenntnistheoretischer Sicht das Verbleiben in den Grenzen möglicher Erfahrung (KrV B 352 und B 671)
- bei Schelling, der Spinoza eine Verdinglichung des Seienden und damit einen Determinismus vorhielt, den Einschluss des Endlichen (Naturalismus = Immanenz) in das Absolute (Theismus = Transzendenz) als Vorbedingung der Freiheit, da alles in Gott enthalten und der Mensch ein Reflex Gottes ist[3]
- in der Phänomenologie Edmund Husserls die Sphäre zweifelloser Gegebenheiten[4], die Natur als Transzendenz in der Erscheinung als Immanenz[5]
- bei Hegel bezogen auf das Wesen, das sich aus sich heraus zu sich macht.[6][7]
- bei Karl Jaspers Dasein, Bewusstsein überhaupt und Geist als die drei immanenten Weisen des Umgreifenden, die das Subjekt bilden[8]
- bei Gilles Deleuze den Grundbegriff einer differenztheoretischen Ontologie, den er mit dem Leben gleichsetzte[9]
- bei Niklas Luhmann[10] setzt Religion die Existenz von zwei Sinnbereichen, der Immanenz und der Transzendenz, voraus. Für ihn sei eine Kommunikation immer dann religiös, wenn sie Immanentes unter dem Gesichtspunkt der Transzendenz betrachtete. Denn die spezifische Funktion von Transzendenz sei die ‚Sinngebung‘.

Der französische Philosoph André Comte-Sponville versucht eine Spiritualität der Immanenz zu entwickeln. Es gebe keine Transzendenz, denn alles, was es gebe, sei Teil des „einen großen Ganzen“, wir Menschen auch. Aber dieses Ganze sei im Sinne Ludwig Wittgensteins unaussprechlich „das Mystische“. Comte-Sponville greift ein Wort von Jules Laforgue auf und spricht von „Immansität (= Immanenz + Immensität) (…). Wir sind in dem großen Ganzen, und das geht, endlich oder nicht, in jeder Hinsicht über uns hinaus: Seine Grenzen, wenn es überhaupt welche hat, sind für uns definitiv unerreichbar“. Doch dass es unerreichbar ist mache es noch nicht zur Transzendenz. Transzendenz, etwas das das Ganze übersteigt, gebe es nicht; wenn es etwas derartiges gäbe, sei dies wiederum Teil des größeren Ganzen.